# Захід-2017
Захід-2017 (біл. Захад-2017, рос. Запад-2017) — спільні стратегічні навчання (ССН) Збройних сил Російської Федерації та Республіки Білорусь, що проходили у період з 14 по 20 вересня 2017 року. За офіційними даними, у навчаннях взяли участь до 13 тис. військовослужбовців.
У жовтні 2017 року НАТО звинуватило Росію у прихованні справжніх масштабів навчань — згідно з даними Альянсу, всього було залучено близько 100 000 військовослужбовців.

## Загальна інформація
ССН є плановим заходом і проводиться раз на два роки у відповідності з рішенням президентів Росії й Білорусі від 29 вересня 2009 року.
Мета військового навчання — перевірка можливості Росії й Білорусі забезпечити безпеку Союзної держави, її готовність до відбиття можливої агресії, а також підвищення злагодженості органів військового управління, польової і повітряної підготовки з'єднань і військових частин.
На ССН «Захід-2017» запрошено міжнародних спостерігачів від ОДКБ, ЄАЕС, СНД, НАТО. Також в рамках сесії Парламентської асамблеї ОБСЄ в Мінську запрошення отримали представники делегації ОБСЕ з США.
13 липня на засіданні Ради Росія-НАТО представники Міністерства оборони Росії провели брифінг, представивши інформацію про ССН «Захід-2017»: відпрацьовувані завдання, задіяні полігони, залучені сили й засоби, чисельність особового складу й основних систем озброєння й техніки. Аналогічний брифінг пройде на майданчику ОБСЄ. Перед початком навчань в Москві відбудеться розширений брифінг.
12 липня в Австрії в рамках форуму ОБСЄ зі співробітництва в галузі безпеки заступник начальника Генерального штабу ЗС Республіки Білорусь Павел Муравейко провів брифінг щодо ССН «Захід-2017».
Росія навіть здійснювала офіційне інформування країн-членів НАТО щодо ССН «Запад-2017» з метою запобігання спекуляціям і безпідставним звинуваченням на адресу навчань.

## Легенда навчань
Навчання мають статус стратегічних — моделювання повноцінної війни. Згідно зі сценарієм на навчаннях «Запад-2017» буде розроблена модель конфлікту між «Північними» (Білорусь і Росія) і «Західними» (коаліція трьох держав-агресорів: Вейшнорії, Весбарії та Лубенії). За сценарієм, «Західні» намагаються розколоти союз Білорусі та Росії, погіршити соціально-економічну обстановку в першій, домогтися там зміни керівництва і, використовуючи все це, захопити частину Білорусі та створити там державу під назвою «Вейшнорія». Після чого «Західні» збираються ввести свої війська на територію всієї країни. «Північні», відповідно, мають цим планам протистояти.
Проте в грудні 2017 року німецьке видання BILD з посиланням на джерела в розвідувальних органах оприлюднило матеріал, що ставив під сумнів офіційну легенду навчань. Так, за даними видання справжня мета навчань була не протидія «тероризму», а відпрацювання масштабної війни з країнами Європи. За даними джерел в справжню легенду навчань входило захоплення країн Балтії та Білорусі та завдання ударів по країнах-членах НАТО: Німеччина, Нідерланди, Польща, Норвегія та нейтральних Швеції й Фінляндії. Основним завданням перед російськими військовими було захоплення найуразливіших країн-членів альянсу — трьох балтійських країн, сполучення суходолом яких з іншими союзниками проходить через вразливу ділянку польсько-литовського кордону — так званий Сувальський коридор. Стратегічні бомбардувальники відпрацьовували завдання ударів крилатими ракетами у декілька хвиль по об'єктах критичної інфраструктури в Німеччині та Нідерландах, аби завадити цим країнам надати допомогу союзникам та схилити населення до невтручання у конфлікт. В навчаннях також брали участь підрозділи стратегічних ракетних військ з ядерними балістичними ракетами. В цілому, навчання мали набагато більшу географію а почались та завершились за межами офіційно оголошеного плану.
- В січні 2018 року в інтерв'ю виданню естонський генерал Ріхо Терас підтвердив основні тези, викладені в матеріалі BILD за грудень попереднього року[8].

## Склад сил і організаційне забезпечення
ССН відбудеться в два етапи на території Російської Федерації й Республіки Білорусь. На території Республіки Білорусь прибудуть близько 3 тисяч військовослужбовців ЗС РФ..
До «Заходу-2017» будуть залучені частина сил і засобів Західного військового округу. Підтримку сухопутних підрозділів будуть здійснювати більше 25 літальних апаратів ПКС Росії, ВПС і ППО Республіки Білорусь. Всього в навчаннях буде залучено 680 одиниць техніки.
Практичні дії ССН «Захід-2017» в Республіці Білорусь будуть відпрацьовуватися на шести полігонах: Лепельський, Борисовський, Лосвідо, Осиповичський, полігонах ВПС і військ ППО Ружанський, Домановський і одній ділянці місцевості поблизу населеного пункту Дретунь.

## Міжнародна реакція
Під час проведення підготовчих заходів до ССН «Захід-2017» військово-політичне керівництво країн — членів НАТО й інших Європейських країн періодично виступало з критикою по відношенню до російсько-білоруських навчань.
Генеральний секретар НАТО Єнс Столтенберг виступав із вимогою зробити майбутні навчання максимально відкритими, у відповідності з положеннями Віденського акту.

Президент Литви Даля Грибаускайте заявила, що майбутні навчання носять провокаційний характер і свідчать про намір Російської Федерації і Республіки Білорусь розв'язати відкритий конфлікт з блоком НАТО.
«Ми із занепокоєнням очікуємо навчань „Захід-2017“, під час яких концентруються дуже чисельні й агресивні сили, йде демонстративна підготовка до війни із Заходом».
Секретар Ради національної безпеки і оборони України Олександр Турчинов, міністр національної оборони Польщі Антоній Мацеревич і міністр національної оборони Литви Раймундас Каробліс звинуватили Російську Федерацію і Республіку Білорусь в намірах окупувати частину територій Польщі і Литви в районі Сувальського коридору.
Спікер Верховної Ради України Андрій Парубій заявив, що задіяні в навчаннях сили можуть проникнути на територію України для здійснення диверсійної діяльності.

Керівництво Росії й Білорусі вважає заяви представників західного керівництва недоречними. За заявою Міністра оборони Російської Федерації Сергія Шойгу, ССН «Захід-2017» є плановим заходом оборонного характеру.
«Даний захід проводиться раз на два роки за спільним рішенням президентів Росії й Білорусі та носить виключно оборонний характер».
Про відсутність наступальної мети ССН «Захід-2017» заявив прес-секретар білоруського МЗС Дмитро Мірончик. 
«Офіційно і на високому рівні державам ОБСЄ була представлена інформація про задум і сценарій навчань, їх основні цілі й завдання, місця проведення, сили й засоби, які будуть задіяні. На майданчику ОБСЄ ми ще раз особливо підкреслили, що навчання „Захід-2017“ носять виключно оборонний характер».
Також неодноразово повідомлялося щодо відкритості майбутніх маневрів для міжнародних спостерігачів. З відповідними коментарями виступали: Президент Республіки Білорусь Олександр Лукашенко;
«Ми нічого не приховуємо і приховувати не повинні. Якщо натівці хочуть бути присутніми на наших навчаннях, ласкаво просимо».
Міністр оборони Російської Федерації Сергій Шойгу;
«У встановленому міжнародними угодами строки наші партнери отримають більш детальну інформацію про це навчання, як за дипломатичними каналами, так і через засоби масової інформації».
Міністр закордонних справ Республіки Білорусь Володимир Макей.
«Хочу ще раз підкреслити, що вони [навчання] будуть максимально транспарентними й відкритими для спостереження».
Готовність запросити на ССН «Західд-2017» міжнародних спостерігачів підтвердив заступник міністра оборони Російської Федерації Олександр Фомін.
«Скоро зберемо. Оголосимо», — повідомив заступник міністра оборони, відповідаючи на питання інформаційної агенції «Interfax» про те, коли будуть розіслані запрошення на навчання спостерігачам, в тому числі з країн НАТО.
На час російсько-білоруських навчань «Захід-2017» США направлять в Естонію роту повітряних десантників. За повідомленням головного штабу Сил оборони Естонії, 150 військовослужбовців прибудуть вже в кінці серпня.
У США вирішили збільшити кількість винищувачів, які базуються у Литві, під час вересневих спільних навчань. Зазвичай в місії повітряної поліції НАТО в Литві і Естонії беруть участь по 4 винищувачі. А на початку осені американці доставлять в Шяуляй 8 винищувачів.
Попри заяви білоруського президента, у Генштабі ЗСУ розглядають різні варіанти і готуються до кожного з них. Також, за словами Муженка, створення військового угруповання на території Білорусі під час навчань «має наступальний характер». Відтак, в українському Генштабі не виключають, що "під виглядом навчань «Захід-2017» у Білорусі створять передові бази озброєння і військової техніки. Це дасть Росії можливість у разі необхідності в короткі терміни створити нові угруповання військ. Спочатку заявлялося про чисельність російського угруповання до 3 тисяч. Зараз ми бачимо, що йдеться вже про 5 тисяч.

## Протести
8 вересня у Мінську пройшла акція протесту проти навчань, в якій взяли участь близько 400 осіб. Акція пройшла під гаслом «Ця країна наша, тут не буде Раша!».

## Основна пересторога
Росія зафрахтувала для перевезень озброєння та техніки на ці навчання понад 4 тисячі залізничних вагонів, що є безпрецедентним, адже на попередніх таких навчаннях було залучено 63 вагони, а на ще одні попередні 125.
За інформацією ІнформНапалм, Росія використовує маневри «Захід-2017» для перекидання ударних бронегруп. Зокрема зафіксовано, що з початку серпня 2017 року розпочалось масштабне переміщення російської військової техніки за всією лінією європейського кордону Російської федерації: від берегів Балтійського моря в Санкт-Петербурзі до берегів Чорного моря, включаючи анексований український Крим.
Зокрема:
- 02.08.2017. Ешелон російської військової техніки на залізничній станції «рос. Лиски», місто  Ліски, Воронезька область.
- 03.08.2017. Ешелон військової техніки на залізничній станції «рос. Неклиновка», село  Покровське Некліновського району, Ростовська область.
- 03.08.2017. Залізнична станція «рос. Сергиев Посад», місто Сергієв Посад, Московська область.
- 05.08.2017. Ешелон військової техніки на залізничній станції «рос. Краснодар-1», місто Краснодар, Краснодарський край.
- 07.08.2017. Ешелон військової техніки на залізничній станції «рос. Зимовники», селище Зимовніки, Ростовська область.
- 07.08.2017. Ешелон військової техніки на залізничній станції в місті Самара.
- 07.08.2017. Колонна військової техніки в місті Санкт-Петербург.
- 07.08.2017. Ешелон військової техніки зафіксований в момент переміщення через дамбу Волзької ГЕС в Волгоградській області.
- 07.08.2017. Пересування військової техніки в окупованому Криму.
- 08.08.2017. Ешелон військової техніки на залізничній станції «рос. Нерехта», місто Нерехта, Кастромська область.
- 08.08.2017. Ешелон військової техніки на залізничній станції «рос. Россошь», місто Россош, Воронезька область.

Ще однією непрямою ознакою не навчальних цілей перекидання техніки можна вважати підготовку нових гілок залізничних колій. Наприклад, в 2008 році, за 2 місяці до початку вторгнення в Грузію Російська Федерація розпочала в авральному порядку прокладення нової залізничної гілки до грузинського кордону.
7 серпня 2017 року в російських ЗМІ з'явилися повідомлення про те, що залізниця на півдні РФ, яку проклали в безпосередній близькості до українського кордону, фактично введена в експлуатацію. При цьому в російському медіапросторі лунають гучні заголовки з двозначним змістом: «Російські залізничні війська завдали по Україні фінансового удару» (рос. Российские железнодорожные войска нанесли по Украине финансовый удар).

## Інциденти
- 14 вересня 2017 року дальній надзвуковий ракетоносець-бомбардувальник Ту-22М3 розбився на авіабазі «Шайковка», що у Калузькій області РФ. За офіційною інформацією російських військових, у літака надломилася стійка. Він викотився зі злітно-посадкової смуги. Бомбардувальник знайшли за кількасот метрів від злітної смуги. Корпус літака серйозно пошкоджений. Не підлягає відновленню. Екіпаж не постраждав.[21]
- 16 вересня 2017 у Росії розбився навчально-бойовий літак Як-130 поблизу аеродрому в Борисоглєбську. Екіпажу вдалося відвести літак від прилеглих будівель і успішно катапультуватися.[22]
- 16 вересня 2017 року під час військових навчань «Захід-2017» у Ленінградській області у російського гелікоптера Ка-52 при заході на бойовий курс відбувся самовільний пуск трьох некерованих авіаційних ракет С-8. Випущені ракети розірвалися безпосередньо біля глядачів — військових аташе, спеціалістів військово-промисловиго комплексу і журналістів. Вибухом і уламками було поранено три особи. Також пошкоджено дві військові вантажівки, одна з яких — машина управління БЛА комплексу РБ-341В «Леєр-3».[23][24]

## Наслідки
26 жовтня 2017 року НАТО офіційно вручило послу РФ у НАТО Олександру Грушку повідомлення, в якому звинуватило Росію у введенні міжнародної спільноти в оману щодо масштабу навчань. Згідно з Віденською угодою, навчання, що перевищують 13 000 військовослужбовців мають вільно спостерігатися іншою стороною з можливістю розвідувальних польотів над зоною навчань. Росія повідомила про 12 700 чоловік, що беруть участь в навчаннях, проте за словами НАТО, Росія провела масштабні навчання від Арктики і Калінінграду до сходу України, залучивши до навчань понад 100 000 військовослужбовців, і відточувала наступальні дії з пусками балістичних ракет та використанням засобів радіоелектронної боротьби.
Зокрема, засобами радіоелектронної боротьби було придушено засоби мобільного стільникового зв'язку в Латвії, Норвегії та Швеції. За словами генерального секретаря НАТО Єнса Столтенберга, «щонайменше дві країни-члени альянсу» повідомили про втручання в роботу стільникового зв'язку.
У 2019 році, внаслідок навчань «Захід-2017», у Збройних силах України було створено 61-шу окрему піхотну єгерську бригаду, яку розмістили на кордоні з Білоруссю. Бригада призначена для ведення бойових дій у лісовій та болотистій місцевості, особовий склад буде відбиратися з перевагою колишнім мисливцям, лісникам, працівникам лісового господарства, а також військовослужбовцям ССО і військовим розвідникам. Бригада відрізняється від звичайних механізованих бригад більш високою ступеню бойової готовності, підвищеної мобільністю, маневреністю і вогневою потужністю, вимоги до особового складу — аналогічні вимогам для ССО.